# Campeonato Europeo de Ciclismo en Grava de 2025
El III Campeonato Europeo de Ciclismo en Grava se celebrará en Avezzano (Italia) el 21 de septiembre de 2025 bajo la organización de la Unión Europea de Ciclismo (UEC) y la Federación Italiana de Ciclismo.